# San Miguel del Batey
San Miguel del Batey era un pueblo que existía a orillas del río Unare junto a la desembocadura de la Quebrada Honda con el río Unare.

## Historia
En este paraje estuvo Joan Orpí cuando conquistó la riberas del río Unare. Cuando Orpí visitó este pueblo nombró a Miguel de Urbes para que atendiera este terruño, pero este terruño desapareció con el tiempo y hoy en día no quedan rastros del pueblo.

### Abandono
La mayoría de las personas que allí habitaban emigraron a lo que es hoy Onoto, Zaraza y San José de Unare, ya que el sitio no era adecuado para el asentamiento humano, debido a los desbordamientos que sucedían en cada época de invierno, cuando el río Unare y la Quebrada Honda desbordaban las aguas, y además la cantidad de insectos que molestaban la población.